# Mbam-et-Inoubou
Mbam-et-Inoubou is een departement in Kameroen, gelegen in de regio Centre. De hoofdplaats van het departement heet Bafia. De totale oppervlakte bedraagt 7.125 km². Met 153.020 inwoners bij de census van 2001 leidt dit tot een bevolkingsdichtheid van 21 inw/km².

## Gemeenten
Mbam-et-Inoubou is onderverdeeld in negen gemeenten:
- Bafia
- Bokito
- Deuk
- Kiiki
- Kon-Yambetta
- Makénéné
- Ndikiniméki
- Nitoukou
- Ombessa